# Danh sách cầu thủ FC Barcelona

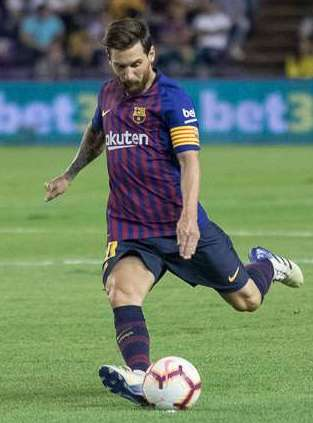
Lionel Messi giữ kỷ lục ghi nhiều bàn thắng nhất và ra sân nhiều nhất cho Barcelona.

Futbol Club Barcelona là một câu lạc bộ bóng đá chuyên nghiệp có trụ sở tại Barcelona, Catalonia, Tây Ban Nha. Câu lạc bộ được thành lập vào năm 1899 bởi một nhóm người Thụy Sĩ, Anh và Tây Ban Nha do Joan Gamper dẫn đầu. Barcelona là một trong ba câu lạc bộ chưa bao giờ bị xuống hạng từ La Liga và là câu lạc bộ thành công nhất của bóng đá Tây Ban Nha, đã giành được tổng cộng 76 danh hiệu trong nước: 26 danh hiệu La Liga, kỷ lục 31 Cúp Tây Ban Nha, 14 Siêu cúp Tây Ban Nha, kỷ lục 3 Copas Eva Duarte và kỷ lục 2 Cúp liên đoàn. Barcelona là đội bóng châu Âu duy nhất đã chơi bóng đá châu lục trong mọi mùa giải kể từ khi thành lập vào năm 1955 và là một trong các câu lạc bộ thành công nhất trong bóng đá châu Âu, đã giành được 14 danh hiệu chính thức của UEFA.
Ngoài việc là người sáng lập, Gamper còn là một trong những cầu thủ đầu tiên của câu lạc bộ và giữ kỷ lục ghi nhiều bàn thắng nhất trong một trận đấu, với 9 bàn. Lionel Messi giữ kỷ lục về số lần ra sân nhiều nhất trong các trận đấu chính thức với 778, là Vua phá lưới mọi thời đại với hơn 700 bàn thắng, Vua phá lưới mọi thời đại trong các giải đấu chính thức, với 672, là La Liga hiện tại vua phá lưới với 474 bàn thắng và giữ kỷ lục ra sân nhiều nhất tại La Liga, với 520  trận. Messi đã giành được số danh hiệu kỷ lục cho câu lạc bộ (35).
Barcelona đã tuyển dụng một số cầu thủ nổi tiếng, với 5 người đoạt Cầu thủ xuất sắc nhất năm của FIFA và 6 người giành Ballon d'Or trong số các cầu thủ trước đây và hiện tại của Barcelona. Điều này khiến Barça trở thành câu lạc bộ nhận được nhiều giải thưởng Cầu thủ xuất sắc nhất năm của FIFA mà các cầu thủ nhận được. Năm 2009, Barcelona đã giành cú ăn sáu khi vô địch La Liga, the Copa del Rey, UEFA Champions League, Supercopa de España, UEFA Super Cup và FIFA Club World Cup trong một năm dương lịch. Cùng năm đó, năm cầu thủ và huấn luyện viên của họ được bình chọn vào danh sách UEFA Team of the Year.
Danh sách này bao gồm những cầu thủ đáng chú ý từng chơi cho Barcelona. Nói chung, điều này có nghĩa là những cầu thủ đã chơi ít nhất 100 trận đấu cho câu lạc bộ. Tuy nhiên, một số cầu thủ chơi ít trận hơn cũng được đưa vào danh sách những huyền thoại của Barcelona. Từ năm 1899 đến tháng 5 năm 2015, 958 cầu thủ đã chơi ít nhất một trận chính thức với Barcelona.

## Đội trưởng câu lạc bộ
| Giai đoạn | Tên                 | Ghi chú                                                                |
| --------- | ------------------- | ---------------------------------------------------------------------- |
| 1950–1951 | César               |                                                                        |
| 1951–1955 | Mariano Gonzalvo    |                                                                        |
| 1955–1964 | Joan Segarra        |                                                                        |
| 1964–1969 | Ferran Olivella     |                                                                        |
| 1969–1972 | Josep Maria Fusté   |                                                                        |
| 1972–1975 | Antoni Torres       |                                                                        |
| 1975–1976 | Joaquim Rifé        |                                                                        |
| 1976–1978 | Johan Cruyff        | Đội trưởng ngoại quốc đầu tiên trong lịch sử Barcelona                 |
| 1978–1980 | Juan Manuel Asensi  | Đội trưởng đầu tiên đoạt Cup Winners Cup                               |
| 1980–1981 | Carles Rexach       |                                                                        |
| 1981–1986 | Tente Sánchez       |                                                                        |
| 1986–1993 | José Ramón Alexanko | Đội trưởng đầu tiên vô địch cúp C1 châu Âu                             |
| 1993–1996 | José Mari Bakero    |                                                                        |
| 1996–1997 | Gheorghe Popescu    |                                                                        |
| 1997–2001 | Pep Guardiola       |                                                                        |
| 2001–2002 | Sergi Barjuán       |                                                                        |
| 2002–2004 | Luis Enrique        |                                                                        |
| 2004–2014 | Carles Puyol        | Đội trưởng phục vụ lâu nhất và thành công nhất trong lịch sử Barcelona |
| 2014–2015 | Xavi                |                                                                        |
| 2015–2018 | Andrés Iniesta      |                                                                        |
| 2018–2021 | Lionel Messi        | Đội trưởng không phải người châu Âu đầu tiên trong lịch sử Barcelona   |
| 2021–nay  | Sergio Busquets     |                                                                        |